# GridMathematica
gridMathematica 是 Wolfram Research 公司推出的一款软件产品，它的主要特点是比该公司的主打产品 Mathematica 具有更全面更强大的并行计算功能。

## 功能
在 Mathematica 的基础导航，gridMathematica 增加了每次能够处理的并行进程数目。每个并行进程分配了额外的 CPU 来帮助处理每个任务。
每个标准的 Mathematica 许可证允许一次至多运行四个并行任务。通过增加正在处理的任务的数目，某些类型的问题可以用较短的时间解决。

标准 Mathematica 包含一个前端，前端提供了用户界面和控制进程（控制内核），在控制内核中，每个计算任务由至多四个进程处理。Mathematica 调用执行计算 "计算内核" 的进程. gridMathematica 允许使用额外的进程(进程内核)。 
gridMathematica 有两种许可证选项可以选择。在 "gridMathematica Local" 许可证下，用户可以在单机上使用至多 8 个计算内核。
"gridMathematica Server" 选项为用户提供了在多台机器上使用至多 16 个计算内核的功能。
Mathematica 管理进程之间的通讯，比如排队、虚拟共享内存和故障恢复。
一旦用户购买了许可证，gridMathematica 可用于更大的网格系统。计算进程可以位于单个多进程机器，或者在远程网络上分配处理。 可以使用 64 位平台。 内核和前端使用 Mathlink 界面进行通讯，这是一种专门用于其他外部程序与 Mathematica 之间进行通讯的界面。 通讯过程通过 TCP/IP  并且使用 SSH 或者 RSH 进行认证。

## 历史
在 Mathematica 7 发布之前，gridMathematica 和目前已经不发布的 Mathematica Personal Grid Edition 是 Mathematica 唯一提供并行计算的功能。它们作为独立产品推出，包含前端（Front End）、控制内核（Control Kernels）以及由 Roman Maeder 开发的  Parallel Computing Toolkit，Roman Maeder 是 Mathematica 的最初开发者之一。 
在 Mathematica 7 发布后，并行程序工具重新进行设计，并且包括在 Mathematica 中，而 gridMathematica 经过重新设计，可以直接通过 Mathematica 使用。